# MSE Kunsthalle

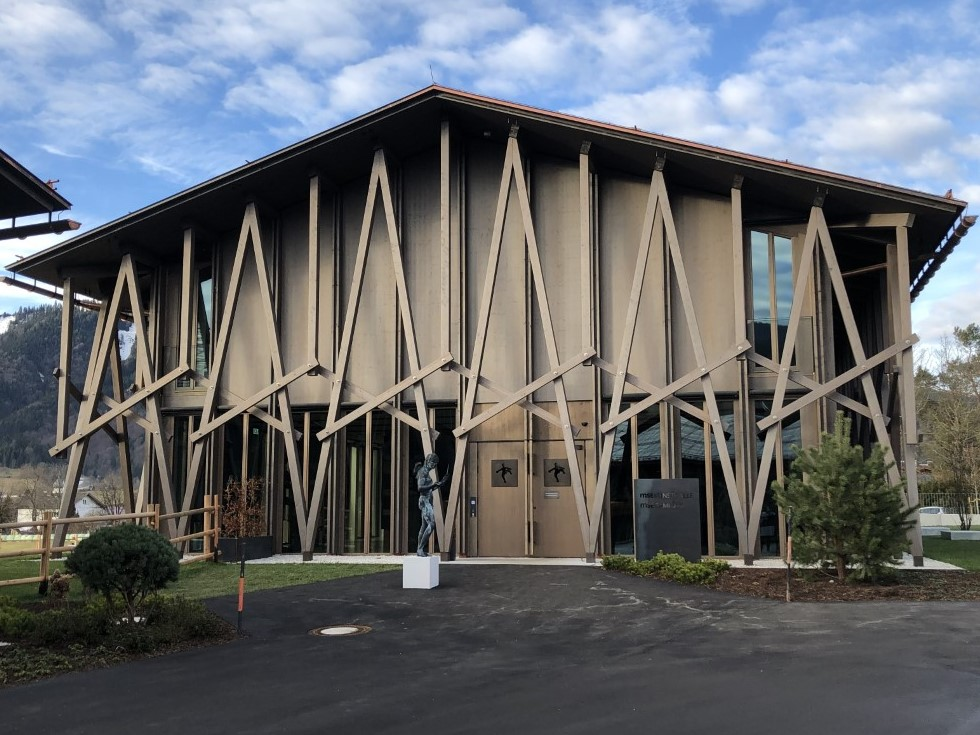
Fassade und Eingang der mSE Kunsthalle

Die mSE Kunsthalle in Unterammergau ist ein Museum, das zeitgenössische Kunst in wechselnden Ausstellungen und im Skulpturengarten präsentiert.

## Geschichte und Bau
Die mSE Kunsthalle wurde im Herbst 2019 eröffnet. Betreiber des Museums ist das Unternehmen mSE Solutions, dessen Inhaber und Geschäftsführer Christian Zott seit 2014 Ausstellungen und Kunstprojekte initiiert. Unter dem Namen ZOTT Artspace wurden Ausstellungsräume in Singapur, Sankt Kassian und München betrieben. Das Kunstprojekt KAIROS. Der richtige Moment erreichte in Venedig, Hamburg und Wien eine breite Öffentlichkeit und eröffnete als erste Ausstellung die mSE Kunsthalle. Der Spatenstich für den Museumsbau war im März 2018. Das Museum ist Teil eines Ensembles mit Restaurant, Tagungsräumen und Boutique-Hotel. Architekt des Gebäudeensembles ist Thomas Wild vom Schweizer Architekturbüro Wild Bär Heule. Wild ergänzte eine moderne Bauweise um Einflüsse der lokalen Bautradition, um tiefe Vordächer und Holzstreben vor der Fassade.

## Sammlung
Die in der mSE Kunsthalle ausgestellten Werke stammen aus den Sammlungen Christian Zotts und der mSE Solutions, ergänzt um Leihgaben. Neben den Arbeiten zeitgenössischer Künstler wie Lois Anvidalfarei und Bruno Wank werden auch Werke des späten 20. Jahrhunderts von Norbert Tadeusz und Giuseppe Spagnulo sowie einzelne Meisterwerke des frühen 20. Jahrhunderts gezeigt. Zu diesen gehören Arbeiten von Ernst Barlach sowie Große Sinnende und Emporsteigender Jüngling von Wilhelm Lehmbruck.
Die Ausstellung KAIROS. Der richtige Moment ist ebenfalls Teil der Sammlung der mSE Kunsthalle. Die Ausstellung basiert auf einer Idee Christian Zotts und vereint Fotografien aus der Serie Treasure Rooms des italienischen Fotografen Mauro Fiorese mit Gemälden von Wolfgang Beltracchi.
Ein besonders markantes Werk der Sammlung war die 32,4 Meter hohe Raum- und Klangskulptur SICHTUNG von Hildegard Rasthofer und Christian Neumaier. Die Skulptur wurde zur Eröffnung der Kunsthalle im Skulpturengarten installiert und konnte in einer Führung begangen werden. Vom Sommer 2021 bis zum Mai 2022 war das Werk an die KZ-Gedenkstätte Flossenbürg in der Oberpfalz verliehen und kehrte anschließend in den Skulpturengarten der Kunsthalle zurück. 2023 wurde das Werk verkauft, nachdem eine Genehmigung zur längerfristigen Aufstellung vom Gemeinderat abgelehnt worden war.
Zusammen mit der Familie Barlach installierte Christian Zott 2020 das Gips-Kreuz Kruzifix II von Ernst Barlach in der Dorfkirche von Unterammergau. Ein bekannter Bronzeguss dieses Werks befindet sich in der Elisabethkirche in Marburg. Zu den Passionsspielen 2022 verbinden Christian Zott und die mSE Kunsthalle die Dorfkirche Unterammergau mit der mSE Kunsthalle auf einem Skulpturenweg, der mit den Werken der eigenen Sammlung und Leihgaben zeitgenössischer Künstler und Künstlerinnen gestaltet ist. Dazu gehören Werke von Lois Anvidalfarei, Anna Bogouchevskaia, Felix Flesche, Torsten Mühlbach, Hans Panschar, Max Schmelcher, Sibylle Semlitsch, Bruno Wank und andere.